# 奈良県道207号見瀬五井線
奈良県道207号見瀬五井線（ならけんどう207ごう みせごいせん）は、奈良県橿原市を通る一般県道である。

## 概要
橿原市見瀬町から橿原市五井町に至る。
橿原市内を縦断する。橿原神宮前駅南方から畝傍山西麓を通り、下街道へ至る。一方、白橿住宅地を南北に貫き、高市郡明日香村境付近に達する道路についても路線指定されている。

### 路線データ
- 起点：橿原市見瀬町（見瀬交差点、国道169号交点）
- 終点：橿原市五井町（五井町交差点、国道166号交点）

## 路線状況

### 道路施設

#### 橋梁
- 慈明寺橋（高取川、橿原市）

## 地理

### 通過する自治体
- 奈良県
  - 橿原市

### 交差する道路
| 交差する道路                                                                                             | 交差する場所 | 交差する場所                                                                                                 |
| --- | ------------ | --- |
| 国道169号                                                                                                | 見瀬町       | 見瀬交差点 / 起点                                                                                            |
| 奈良県道133号戸毛久米線 奈良県道240号橿原神宮西口停車場線                                                | 久米町       | 久米交差点                                                                                                   |
| 奈良県道207号見瀬五井線 / バイパス                                                                       | 久米町       | |
| 奈良県道207号見瀬五井線 / 旧道                                                                           | 大谷町       | |
| 奈良県道207号見瀬五井線 / 旧道                                                                           | 慈明寺町     | |
| 国道24号 / E91 大和高田バイパス 国道165号 重複 国道166号 重複 奈良県道274号明日香大和郡山自転車道線 重複 | 寺田町       | 寺田町交差点                                                                                                 |
| 国道166号                                                                                                | 五井町       | 五井町交差点 / 終点                                                                                          |
| バイパス（見瀬ランプ交差点 - 久米町）                                                                    |              | |
| 国道169号                                                                                                | 見瀬町       | 見瀬ランプ交差点 / バイパス起点【北緯34度28分11.8秒 東経135度47分53.5秒 / 北緯34.469944度 東経135.798194度】 |
| 奈良県道133号戸毛久米線                                                                                  | 久米町       | 久米河原東交差点                                                                                             |
| 奈良県道207号見瀬五井線 / 現道                                                                           | 久米町       | バイパス終点【北緯34度28分59.1秒 東経135度47分21.9秒 / 北緯34.483083度 東経135.789417度】                    |

### 交差する鉄道
- 近鉄吉野線
- 近鉄南大阪線

### 沿線
- 橿原市立畝傍南小学校
- 近鉄橿原線・近鉄南大阪線・近鉄吉野線 橿原神宮前駅
- 奈良芸術短期大学
- 近鉄南大阪線 橿原神宮西口駅
- 畝傍山
- 畝火山口神社
- 橿原運動公園